# Snöboll

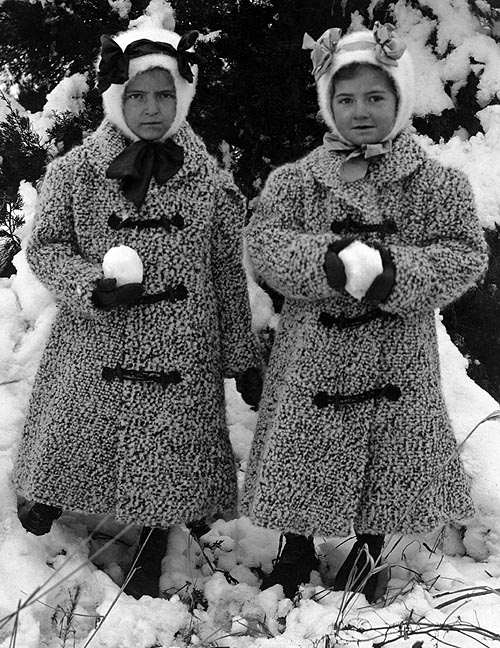
Barn med snöbollar i Nebraska omkring 1910.

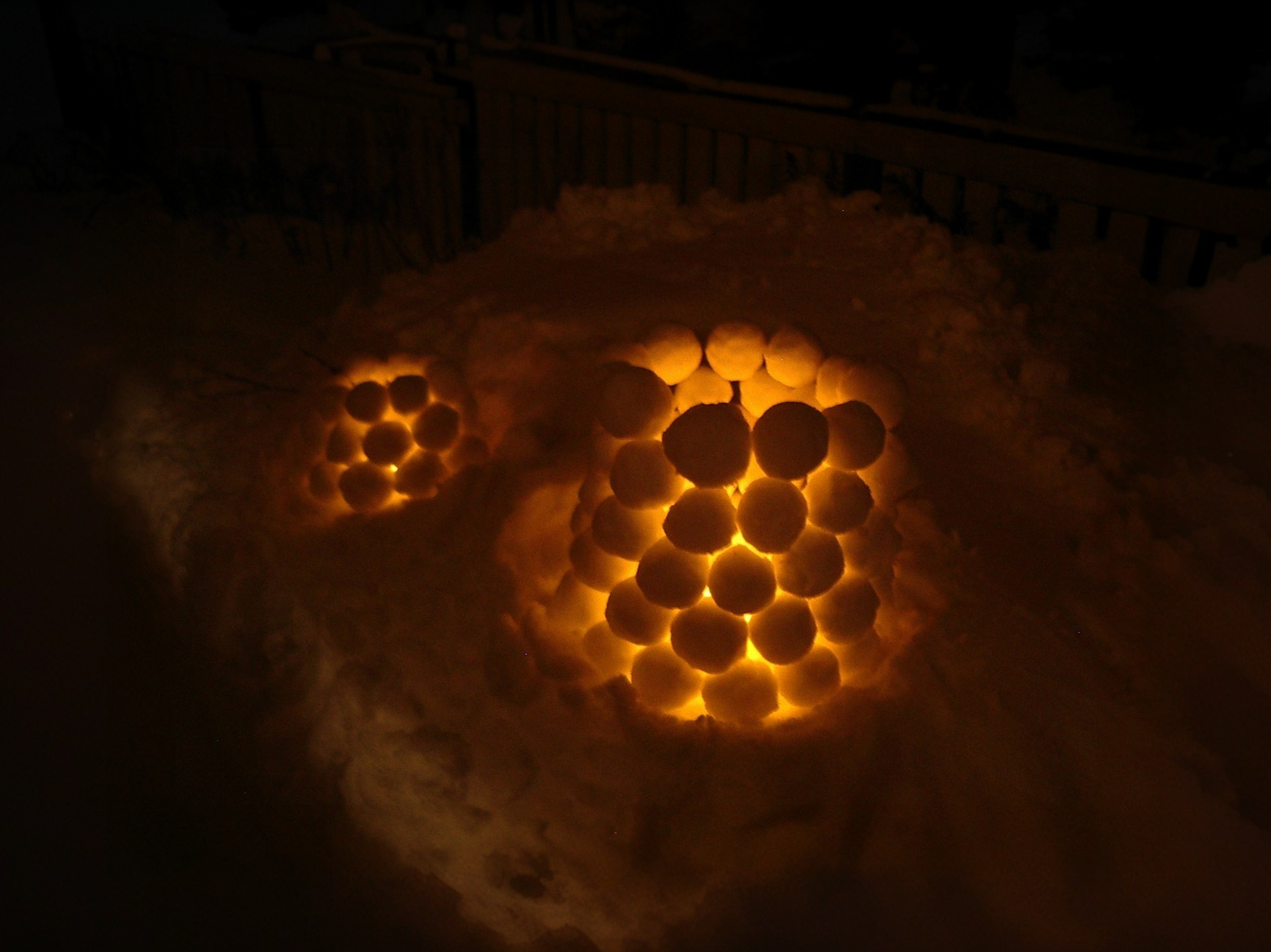
Snölyktor, gjorda av snöbollar.

En snöboll är en boll gjord av snö (ofta kramsnö) och vanligen med hjälp av händerna. Snöbollar kan användas till snöbollskrig eller till att bygga snölyktor med.
Ispärla är en snöboll som kramats så hårt att snön ändrat fas till något som mer påminner om is. En iskoka är en förfryst snöboll, och kan orsaka mer skada än standardsnöbollen.
En av huvudfigurerna i George Orwells roman Djurfarmen heter Snöboll.